# USS Saratoga (CV-3)
USS Saratoga (CV-3) byla letadlová loď Námořnictva Spojených států, která působila ve službě v letech 1927–1946. Byla druhou a poslední jednotkou třídy Lexington, celkově třetí americkou letadlovou lodí a pátou lodí tohoto jména v US Navy. Původně byla projektována a stavěna jako bitevní křižník USS Saratoga (CC-3).

## Historie
Objednána byla v roce 1917 jako bitevní křižník Saratoga (CC-3). Její kýl byl založen 25. září 1920 v loděnici New York Shipbuilding Corporation, nicméně v únoru 1922 byla zastavena stavba všech šesti křižníků třídy Lexington. V červenci 1922 byla schválena změna typu, ze Saratogy se stala letadlová loď CV-3; k nové objednávce došlo na podzim toho roku. Na vodu byla spuštěna 7. dubna 1925, do služby byla zařazena 16. listopadu 1927. Jelikož k tomu došlo o téměř o měsíc dříve, než byla do služby uvedena sesterská loď Lexington, stala se tak první velkou letadlovou lodí US Navy. Pro odlišení od Lexingtonu byl na jejím mohutném komínu namalován svislý černý pruh, díky kterému si vysloužila přezdívku „Stripe-Stacked Sara“ (Sara s pruhovaným komínem). Také se jí říkalo „Lady Sara“.
Před druhou světovou válkou se zúčastnila několika námořních cvičení. Zkušenosti s jejím provozem pak posloužily při budování nové americké námořní doktríny.
Útok na Pearl Harbor zastihl Saratogu v San Diegu. Její první misí byla doprava stíhacích Wildcatů na Wake, ale ten padl dříve, než stihla posily doručit. Dne 11. ledna 1942 byla zasažena torpédem z ponorky I-6 a musela odplout k opravám do Států. Dne 1. června vyplula ze San Diega, aby se zúčastnila bitvy u Midway, ale na místo dorazila až po bitvě. Dne 7. srpna podporovala vylodění na Guadalcanalu a o několik dní později její letouny potopily japonskou lehkou letadlovou loď Rjúdžó v bitvě u východních Šalomounů. Saratoga z této bitvy vyvázla nepoškozená, ale již 31. srpna ji torpédovala ponorka I-26 a Saratoga musela odplout do Pearl Harboru k opravám.
Dne 10. listopadu 1942 opět vyplula z Pearl Harboru a zamířila k Šalomounovým ostrovům. V listopadu 1943 se zúčastnila náletů na Rabaul a poté ještě podporovala obsazení Gilbertových ostrovů. Dne 30. listopadu byla odeslána do Států kvůli nutné údržbě.
Koncem ledna 1944 již byla opět v boji: její letadla zaútočila na Marshallovy ostrovy. Poté byla převelena do Indického oceánu, aby podpořila britskou Východní eskadru. Dne 19. dubna zaútočila na Sabang (operace Cockpit) a 17. května její letadla zaútočila na Surabaju. Poté se věnovala výcviku nočních palubních operací.
V únoru 1945 poskytovala letecké krytí letadlovým lodím útočícím na cíle na Japonských ostrovech. Poté měla provádět noční operace nad Iwodžimou a Čičidžimou, ale 21. února odpoledne byla nejprve zasažena třemi pumami a dvěma letouny kamikaze a o dvě hodiny později ještě jednou pumou. Saratoga přišla o 123 mužů, mrtvých a nezvěstných, a dalších 192 bylo zraněno. Poškozená loď poté odplula do Států k opravě. Do bojů již nezasáhla, neboť po skončení oprav se věnovala výcviku pilotů v Pearl Harboru, kde jí i zastihla japonská kapitulace.
Po válce sloužila k přepravě vojáků zpět do vlasti (operace Magic Carpet), přičemž celkem převezla 29 204 válečných veteránů. Vzhledem k velkému množství letadlových lodí třídy Essex bylo rozhodnuto o jejím vyřazení. Byla potopena jako cíl jaderných testů u atolu Bikini 25. července 1946, z rejstříku plavidel byla vyškrtnuta 15. srpna toho roku.